# I. e. 77
Évszázadok: i. e. 2. század – i. e. 1. század – 1. század
Évtizedek: i. e. 120-as évek – i. e. 110-es évek – i. e. 100-as évek – i. e. 90-es évek – i. e. 80-as évek – i. e. 70-es évek – i. e. 60-as évek – i. e. 50-es évek – i. e. 40-es évek – i. e. 30-as évek – i. e. 20-as évek
Évek: i. e. 82 – i. e. 81 – i. e. 80 – i. e. 79 –  i. e. 78 – i. e. 77 –  i. e. 76 – i. e. 75 – i. e. 74 – i. e. 73 – i. e. 72

## Események

### Róma
- Mamercus Aemilius Lepidus Livianust és Decimus Iunius Brutust választják consulnak.
- Az előző évi lázadó consul, Marcus Aemilius Lepidus Róma ellen vonul, de a város mellett volt tiszttársa, Quintus Lutatius Catulus legyőzi. Lepidus előbb Etruriába, majd Szardíniára menekül, majd hamarosan meghal. Seregének maradéka Marcus Perperna Veiento vezetésével Hispaniába hajózik és csatlakozik Sertorius felkeléséhez.
- Lepidus hadvezére, Marcus Iunius Brutus Mutinát tartja, ahol Cnaeus Pompeius ostrom alá veszi. Brutus katonái nyomására feladja a várost és Regium Lepidumba menekül, ahol Pompeius emberei megölik.
- Sertorius hatalmába keríti Hispania Citerior provinciát. Mintegy 70 ezres sereget képes kiállítani, római mintára szenátust állít fel és iskolákat alapít a keltiber nemesek fiainak.
- A szenátus Pompeiusra bízza a Sertorius elleni háborút. Ő átkel az Alpokon, Gallia Transalpinában leveri a gallok lázadását és a Pireneusoktól északra, Narbo Martiusban áttelel.

## Születések
- IV. Bereniké, egyiptomi királynő
- Liu Hsziang, kínai konfuciánus tudós

## Halálozások
- Marcus Aemilius Lepidus, római consul

## Fordítás
- Ez a szócikk részben vagy egészben  a(z)   77 av. J.-C. című francia Wikipédia-szócikk ezen változatának fordításán alapul.  Az eredeti cikk szerkesztőit annak laptörténete sorolja fel. Ez a jelzés csupán a megfogalmazás eredetét és a szerzői jogokat jelzi, nem szolgál a cikkben szereplő információk forrásmegjelöléseként.